# Konstanty Podgórski
Konstanty Podgórski (Podgurski), w zakonie Marcin (ur. 8 marca?/19 marca 1796 w Samczyńcach, powiat bracławski, zm. prawdopodobnie 4 lutego?/16 lutego 1850 w Szenkursku) – kapucyn, kapelan w rosyjskiej Flocie Czarnomorskiej, działacz społeczny, zesłaniec.

## Życiorys
Podgórski urodził się w rodzinie szlacheckiej. Podobnie jak jego starszy brat Sylwester (1784–1833), wstąpił 5 października 1812 roku do zakonu kapucynów w Kunie. W dniu 24 listopada 1812 złożył śluby proste, a 19 marca 1814 roku – śluby uroczyste w Winnicy. W mieście tym ukończył studium filozoficzno-teologiczne, a następnie otrzymał tam święcenia kapłańskie. W 1820 roku był kaznodzieją w klasztorze w Starokonstantynowie, prawdopodobnie później przez parę lat pracował w Winnicy jako lektor w studium, które ukończył. Po paroletniej pracy jako proboszcz w Mikołajowie, został kapelanem w rosyjskiej Flocie Czarnomorskiej, gdzie pracował w latach 1827–1833. 
Jego udział w powstaniu listopadowym nie jest udokumentowany, jednak wiadomo, że miał ogromny wpływ na ludność miejscową i inteligencję rosyjską, został internowany w prawosławnym monastyrze w guberni tambowskiej, następnie został osadzony w więzieniu w Tambowie, gdzie ciężko zachorował i został oddany pod opiekę innego zesłańca, Adolfa Pilichowskiego. Po wyzdrowieniu został zesłany do Archangielska, a następnie na Półwysep Kolski. Zmarł prawdopodobnie w Szenkursku 16 lutego 1850 roku.